# Misson (Landes)
Misson település Franciaországban, Landes megyében. Lakosainak száma 834 fő (2022. január 1.). Misson Estibeaux, Habas, Labatut és Pouillon községekkel határos.

## Népesség
A település népességének változása:
| Lakosok száma | 739  | 611  | 607  | 708  | 743  | 766  | 781  | 810  | 822  | 834  |
|               | 1968 | 1982 | 1990 | 2006 | 2013 | 2015 | 2017 | 2019 | 2020 | 2022 |